# Skelettlinie

Skelettlinie (rot), mit Konstruktionskreisen

Skelettlinie (rot), Profilsehne (blau)

Als Skelettlinie (auch Profilmittellinie oder Wölbungslinie oder Krümmungslinie) bezeichnet man die Verbindungslinie der in ein Profil einbeschriebenen Kreismittelpunkte. Vom Nasenkreismittelpunkt bis zur Profilnase verläuft die Skelettlinie gerade. 
Eine andere Definition lautet: die Skelettlinie besteht aus den Mittelpunkten zwischen der Ober- und Unterseite senkrecht zur X-Koordinate oder Profilsehne.
Der Verlauf der Skelettlinie bestimmt die Strömungseigenschaften wesentlich mit. Wichtige geometrische Kennzahlen sind die Wölbungshöhe und die Wölbungsrücklage (siehe Profil (Strömungslehre)). Flügelprofile mit gerader oder S-förmiger Skelettlinie haben einen Druckpunkt, der sich nur wenig mit dem Anstellwinkel ändert. Dies ist zum Beispiel bei Nurflügelflugzeugen oder bei lang gestreckten Rotorblättern von Vorteil.
Die Skelettlinie von Tragflächenprofilen ist meist nach oben gewölbt zwecks höherem Auftrieb und besserem Gleitverhältnis. Ausnahmen stellen die symmetrischen Profile dar, die als Tragflächenprofil bei Überschallflugzeugen, bei Rotorblättern für Hubschrauber, bei Höhenrudern und Stabilisierungsflügeln für Raketen eingesetzt werden (siehe z. B. NACA-Profile der 00xx-Serie).